# Bernardo Contarini

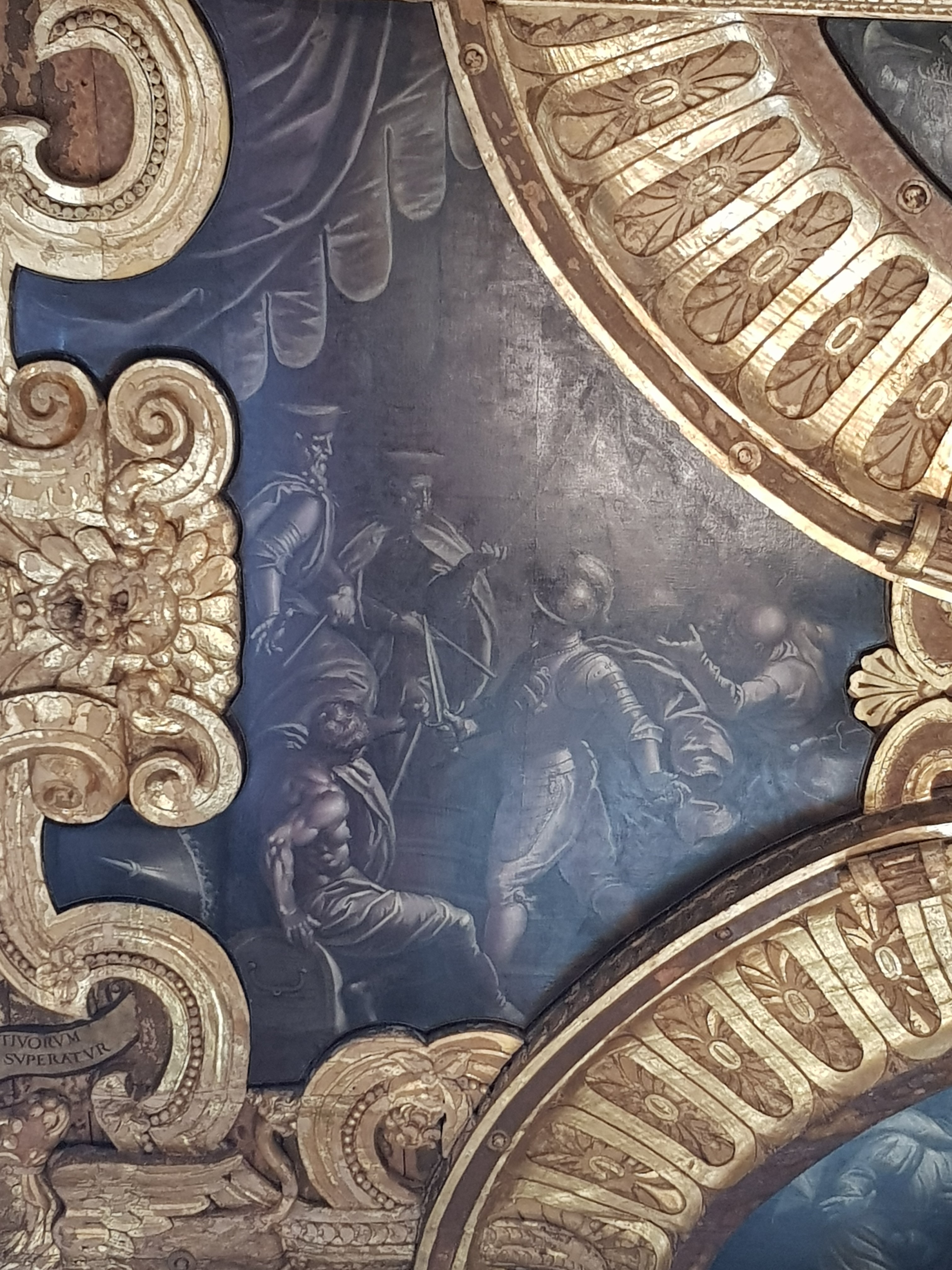
Bernardo Contarini si offre di uccidere Ludovico il Moro. Antonio Vassilacchi, detto l'Aliense. 1579 circa, olio su tela, 445x325 cm, Venezia, Palazzo Ducale. Bernardo è l'uomo in piedi al centro della scena, con spada snudata in mano ed elmo.

Stemma Contarini

Bernardo Contarini (Venezia, 15 ottobre 1451 – Melfi, 10 agosto 1496) è stato un nobile e militare italiano.

## Biografia
Figlio primogenito di Francesco Contarini, detto il Grande, e di Filippa Paleologa, aveva due fratelli, Panfilo e Riccardo, e fratellastri nati da un secondo matrimonio del padre con Teodora Paleologina.
Pietro Bembo così lo descrive: "aveva il Contarino la persona alta e vivida e soda: le forze possenti e ampie e poco meno che insuperabili: l'animo prudente e di tutte le grandi cose capace".
Intraprese la carriera militare al servizio della Serenissima Repubblica di Venezia, fu capitano a Modone, in Grecia. Nel 1495, nell'ambito della prima calata dei francesi in Italia, fu inviato in soccorso dei duchi di Milano in qualità di provveditore degli stradioti della Serenissima, col compito di contrastare le truppe del duca Luigi d'Orleans che aveva occupato Novara e minacciava la conquista del ducato. Il 21 giugno con 635 stradiotti entrò a Milano, dove gli vennero incontro sulla piazza i duchi Ludovico Sforza e Beatrice d'Este con tutta la corte, i quali ebbero piacere di veder correre gli stradioti per la piazza con le lance e le mazze di ferro, "con gran piacer dil populo", e fecero "gran carezze" a Bernardo. Nel barco del castello trovarono poi preparate delle tavole con vivande offerte per loro.
Bernardo alloggiò in casa dell'ambasciatore veneziano e la sera seguente partì per andare al campo di Vigevano, sotto una pioggia dirotta. Qui ricevette la visita, il 27 giugno, della duchessa Beatrice, venuta per incitare Galeazzo Sanseverino e gli altri capitani a muovere contro il duca d'Orléans. Egli è l'unica fonte esistente per questo evento, altrimenti sconosciuto, che fu raccolto dal Sanudo:
(Lettera del 5 luglio 1495 di Bernardo Contarini a Ludovico Sforza.)
Insieme al capitano generale milanese Galeazzo Sanseverino, egli riuscì a ricacciare indietro le forze francesi dell'Orléans, che si chiusero dentro Novara. Spostatosi il campo a Cassolnovo, possesso diretto di Beatrice, in seguito ad una scaramuccia coi nemici, gli stradiotti uccisero alcuni francesi e ne portarono le teste "a presentar al capetanio e alla Duchessa", e furono ricompensati con un ducato per ognuna.
Tra veneziani e milanesi non correva però buon sangue: l'opinione comune era - a detta di Malipiero - che la Serenissima avrebbe dovuto ordinare a Bernardo di "tagiar a pezzi el duca Lodovigho e 'l Duca Hercule de Ferrara". Secondo Pietro Bembo, Bernardo stesso si sarebbe offerto di assassinare Ludovico per porre fine alla sua doppiezza. Questo perché, nel settembre del 1495, Ludovico aveva dato ordine d'impedire alle truppe veneziane di varcare il Ticino e dunque rimpatriare nella Repubblica, lasciandole senza rifornimenti e mezzi. Il piano del Contarini non ebbe alcuna implementazione sia per la prudenza dei suoi colleghi - Melchiorre Trevisan e Luca Pisani - sia perché nell'ottobre 1495 Venezia aveva spostato nel cremasco e nel bergamasco un contingente di quasi 10.000 uomini, minacciando tra le righe Ludovico d'invasione nel caso non avesse rilasciato i suoi soldati ancora bloccati nel Ducato.
Dopo la liberazione di Novara e la firma della pace di Vercelli, con cui si concluse la guerra, Bernardo fu inviato in Calabria in soccorso di re Ferrandino d'Aragona, impegnato a liberare il regno di Napoli le ultime roccaforti ancora in mano ai francesi. Qui morì, come lo stesso re, per causa dell'epidemia di malaria che in quei mesi imperversava, il 10 agosto 1496. Il comando degli stradioti venne affidato in interim al fratellastro di Bernardo, Paolo.
Non si sposò e non lasciò discendenza.